# Clarins
Clarins es una multinacional francesa de la cosmética, fundada en París en 1954 por Jacques Courtin-Clarins. Además de fabricar y vender productos para el cuidado de la piel y el maquillaje, la empresa también es un actor importante en el sector de los spas y el bienestar.
Clarins está presente en más de 150 países con las marcas Clarins y My Blend, es una empresa familiar propiedad de la familia Courtin-Clarins y es una de las principales marcas de lujo para el cuidado de la piel en Europa. Aunque más del 95% de sus productos se exportan a todo el mundo, se formulan y diseñan en los Laboratorios Clarins de Francia. 